# Neustadt Hamborg
Neustadt Hamborg er en bydel i Hamborg, del af bezirken Hamborg-Mitte. Neustadt blev grundlagt i 1188 ved siden af den gamle, originale bydel Altstadt. Året efter skaffede greven af Schauenburg staden et kejserligt fribrev, der blandt andet gav borgerne ret til toldfri fart på Elben mellem byen og havet.